# Astragalus buhseanus
Astragalus buhseanus är en ärtväxtart som beskrevs av Aleksandr Andrejevitj Bunge. Astragalus buhseanus ingår i släktet vedlar, och familjen ärtväxter. Inga underarter finns listade i Catalogue of Life.